# Lasioglossum melanops
Lasioglossum melanops är en biart som beskrevs av Ebmer 1985. Lasioglossum melanops ingår i släktet smalbin, och familjen vägbin. Inga underarter finns listade i Catalogue of Life.